# Бел 206
Бел 206 (енгл. Bell 206) је фамилија комерцијалних хеликоптера, канадског произвођача Бел хеликоптери са седиштем у граду Мирабел, провинција Квебек. 

## Пројектовање и развој
Први тип је развијен 1962. године, као лаки извиднички хеликоптер за потребе војске САД. Овај прототип није успео да задовољи постављене услове, па је развијен нови модел Бел 206 ЏетРенџер (енгл. Bell 206 JetRanger) на коме су касније засновани војни, извиднички хеликоптери типа Бел OH-58. Бел 206 ЏетРенџер кога покреће једна Алисон 250 турбина, је постигао велики комерцијални успех. Данас је један од најпопуларнијих хеликоптера, произведених у великом броју примерака. Основна верзија има пет седећих места; два напред за пилоте, односно три позади за путнике. Бел је такође развио верзију са седам седећих места која је добила назив Бел 206 ЛонгРенџер. 24. јануара 2008. најављен је крај производње за 2010. годину, када ће бити испоручени сви наручени примерци. То су биле прогнозе међитим овај хеликоптер се производио све до 2017. године. Производња Бел 206 се одвијала у САД, Канади а у Европи у италијанској фирми Агуста-Бел.

### Технички опис
Носећа конструкција трупа хеликоптера је била монокок. Имао је пространу кабину у којој је број  седишта зависио од типа хеликоптера и кретао се од 4 до 8 путника. Кабина је имала четвор или 6 врата и велике стаклене површине које су обезбеђивале лепу прегледност у свим правцима.
Погон хеликоптера је био један турбомлазни мотор смештен на крову хеликоптера у непсредној близини ротора, који је имао два крака. Репни ротор је имао такође два крака и налазио се са десне стране. Стајни трап се састојао од челичних скија.

### Варијанте
- Бел 206 - Основни модел из 1967. године, који је послужио за даљи развој фамилије ових хеликоптера.
- Бел 206 ЏетРенџер - Верзија ЏетРенџер је постала јако популарана код медијских кућа које га користе за извештавање с лица места, а због своје цене и лакоће одржавања, доступан је готово свима.
- Бел 206 ЏетРенџер II - побољшана верзија ЏетРенџера се појавио 1971. године.
- Бел 206 ЏетРенџер III - је верзија са измењеним репним ротором и снажнијим мотором из 1977. године.
- Бел 206 ЛонгРенџера - прва верзија је продужен основни тип, са додатна два седишта и снажнијим мотором. Углавном се користи за евакуацију болесника, односно као амбулантни хеликоптер.
- Бел 206 ЛонгРенџера III - модификована и надограђена верзија са измењеним репним ротором и снажнијим моторима.
- Бел 206 ЛонгРенџера IV - даље побољшање претходне верзије ЛонгРенџера III.
- Бел OH-58 Kiowa - је верзија хеликоптера Бел 206, развијеног за потребе америчке војске која га је увела у своју употребу под називом OH-58 Kiowa. Америчка обалска стража и маринци га користе за обуку својих снага. Морнаричка верзија Бел 206 носи назив Бел ТН-57 СиРенџер.

## Спецификација (Бел 206)
- Посада: 1 пилот
- Капацитет: типичан распоред седишта за пет особа (путника и пилота).
- Дужина: 12,11
- Пречник ротора: 10.16
- Висина: 2,83
- Површина: 81,1 m²
- Маса (празан): 777
- Максималан капацитат: 1.451
- Мотор: Ролс Ројс (Алисон)
- Тип пропелера: турбо-осовински
- Снага: 420
- Максимална брзина: 224 km/h (122 чвора)
- Долет: 693

## Корисници
| - Албанија - Аустралија - Аустрија - Бангладеш - Бразил - Бугарска - Брунеј - Камерун - Канада - Чиле - Колумбија - Обала Слоноваче - Хрватска - Кипар | - Еквадор - Етиопија - Финска - Грчка - Гватемала - Гвајана - Хондурас - Индонезија - Иран - Ирак - Израел - Италија - Јамајка - Кувајт | - Либија - Малта - Мексико - Мароко - Мјанмар - Оман - Пакистан - Перу - Филипини - Пољска - Саудијска Арабија - Србија - Словенија - Јужна Кореја | - Шпанија - Шри Ланка - Јужна Африка - Шведска - Танзанија - Тајланд - Турска - Уганда - Уједињени Арапски Емирати - Велика Британија - Сједињене Државе - Венецуела - Јемен - Непал |

## Коришћење у Југославији и Србији
Први хеликоптер фамилије Бел 206 је југослованска полиција купила 1969. године. Према Југословенском регистру цивилних ваздухоплова у периоду од 1969. до 1991. било је регистровано укупно 38 хеликоптера Бел различитих типова. Буквално ови хеликоптери су носили највечи део посла југословенске полиције. Ови хеликоптери се и дан данас корусте у Полицији Србије и у летном стању их је око 5 комада.